# Međunarodna vegetarijanska unija
Međunarodna vegetarijanska unija (eng. International Vegetarian Union) međunarodna je neprofitna društvena organizacija s ciljem promicanja vegetarijanstva diljem svijeta.
Osnovana je 18. kolovoza 1908. godine za vrijeme 1. Svjetskog vegetarijanskog kongresa u Dresdenu, u Njemačkoj.
Budući da su pod ovom organizacijom uključene mnoge druge slične organizacije iz različitih zemalja, Međunarodna vegatarijanska unija smatra se krovnom vegetarijanskom organizacijom u svijetu. 
Za promicanje vegetarijanstva slijede se sljedeće točke:
- Poticati osnivanje lokalnih, regionalnih i nacionalnih grupa i podupirati suradnju među njima.
- Poticati održavanje svjetskih i regionalnih kongresa s ciljem da se javnost upozna s idejom o vegetarijanstvu te da vegetarijanci međusobno razmjene iskustva.
- Nabaviti novac kao potporu lokalnim i regionalnim grupama kojima je potreban.
- Poticati istraživanje o svim aspektima vegetarijanstva te zbirku i publikaciju o vegetarijanstvu u svim oblicima medija od strane IVU-a i njegovih članova.
- Zastupati vegetarijanstvo kod nadležnih tijela i zastupati mišljenje vegetarijanaca diljem svijeta.

Na plenarnoj sjednici, koja se održava na svakom svjetskom kongresu, uređuju se aktivnosti IVU-a. Za vrijeme neodržavanja kongresa za svakodnevno funkcioniranje IVU-a odgovara Međunarodno vijeće, čiji se članovi biraju na kongresu.
Organizacije članice su kontinetalne udruge (eng. EVU, VUNA, NAVS, itd.), ali i lokalne i druge regionalne organizacije kojima je primarna svrha promicanje i podržavanje vegetarijanskog načina života (npr. EarthSave).

## Vanjske poveznice
- Međunarodna vegetarijanska unija